# Heinrich Heesch
 (juillet 2021).
Heinrich Heesch (25 juin 1906, Kiel – 26 juillet 1995, Hanovre) est un mathématicien allemand, connu notamment pour son travail sur la cristallographie et le théorème des quatre couleurs.

## Biographie
Heesch commence ses études à Munich, puis obtient un Ph.D. à Zurich, sur la théorie mathématique de la cristallographie. Il apporte plusieurs contributions à la théorie des groupes d'espace, qui permettent de classer les cristaux.
En 1930, il part à Göttingen, mais il assiste en 1933 aux purges nazies dans le personnel de l'université. Refusant de devenir un membre du parti national-socialiste, il choisit alors d'abandonner son poste universitaire en 1935. Il travaille chez ses parents à Kiel jusqu'en 1948, et étudie les problèmes de pavage.
En 1955, Heesch commence à enseigner à l'Institut de technologie de Hanovre et travaille sur la théorie des graphes. À cette époque, il développe de nouvelles méthodes dans le but de démontrer le théorème des quatre couleurs. Il est l'un des premiers à imaginer la possibilité d'une preuve utilisant l'informatique, rendue possible par l'apparition des premiers ordinateurs. Il conjecture que le théorème pourrait être prouvé en trouvant un ensemble inévitable de configurations réductibles, et il invente la technique de « décharge », qui permet de construire des ensembles inévitables de configurations, c'est-à-dire tels que tout graphe planaire contienne au moins une configuration de l'ensemble. Cette technique de « décharge » est essentielle, aussi bien dans la preuve historique du théorème des quatre couleurs par Kenneth Appel et Wolfgang Haken, que dans la preuve simplifiée de 1996. 
Entre 1967 et 1971, Heesch se rend plusieurs fois aux États-Unis, où des ordinateurs plus puissants sont disponibles. Il travaille alors avec Wolfgang Haken et Yoshio Shimamoto. La puissance de calcul nécessaire à la démonstration nécessite l'utilisation des super-ordinateurs de l'époque, mais l'institut de recherche allemand DFG annule le soutien financier à un moment crucial des recherches. 
Ce sera finalement Kenneth Appel et Haken qui obtiendront en 1977 une démonstration du théorème des quatre couleurs.
Même après sa retraite, Heesch continue de travailler sur le sujet en cherchant à améliorer et simplifier la preuve.
En 2005, en reconnaissance de son travail sur la classification des cristaux, l'association cristallographique allemande a placé une plaque commémorative à Kiel, dans la maison de Heesch.

## Travaux
- Heinrich Heesch, Untersuchungen zum Vierfarbenproblem, Bibliographisches Institut, Mannheim 1969
- Bigalke, Hans-Günther (Hrsg.).  Heinrich Heesch, Gesammelte Abhandlungen, Bad Salzdetfurth 1986.